# Schürfkübelbagger

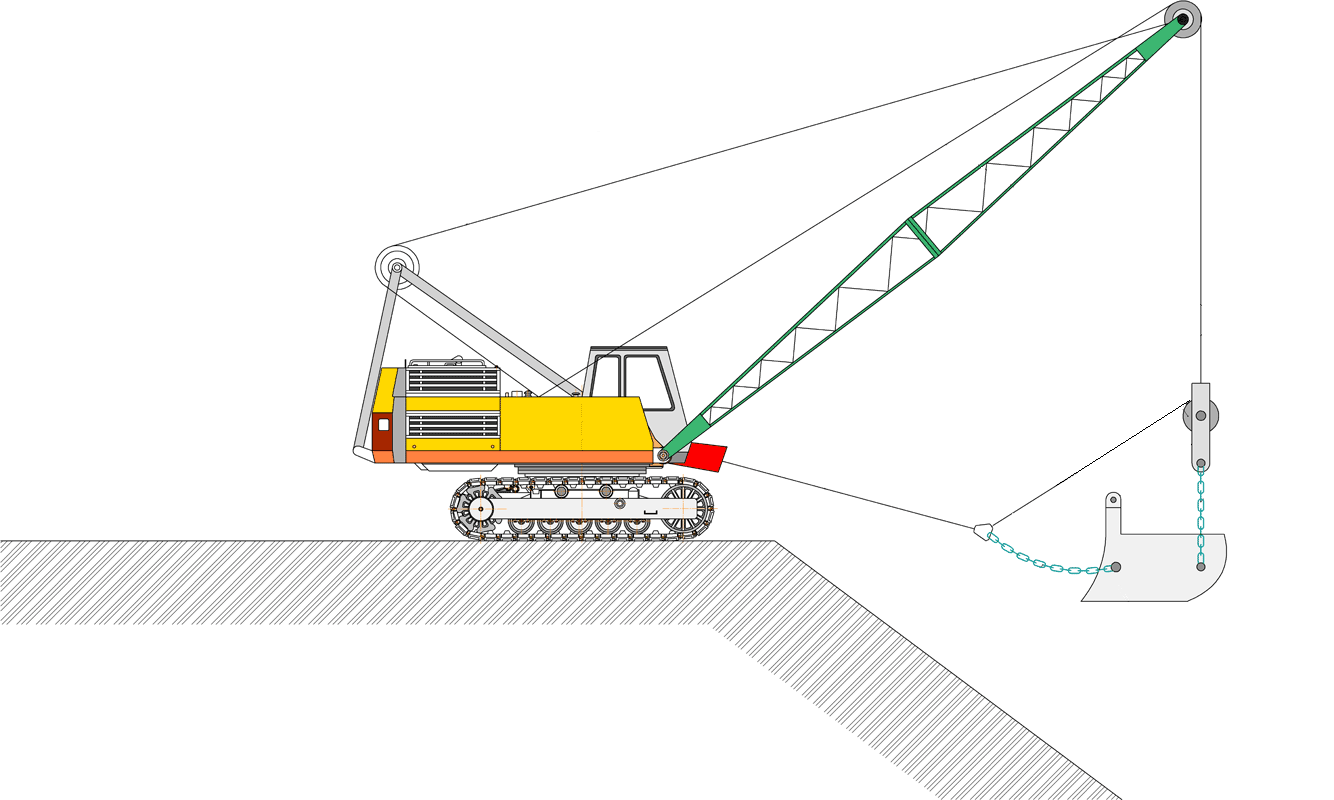
Schürfkübelbagger, schematisch

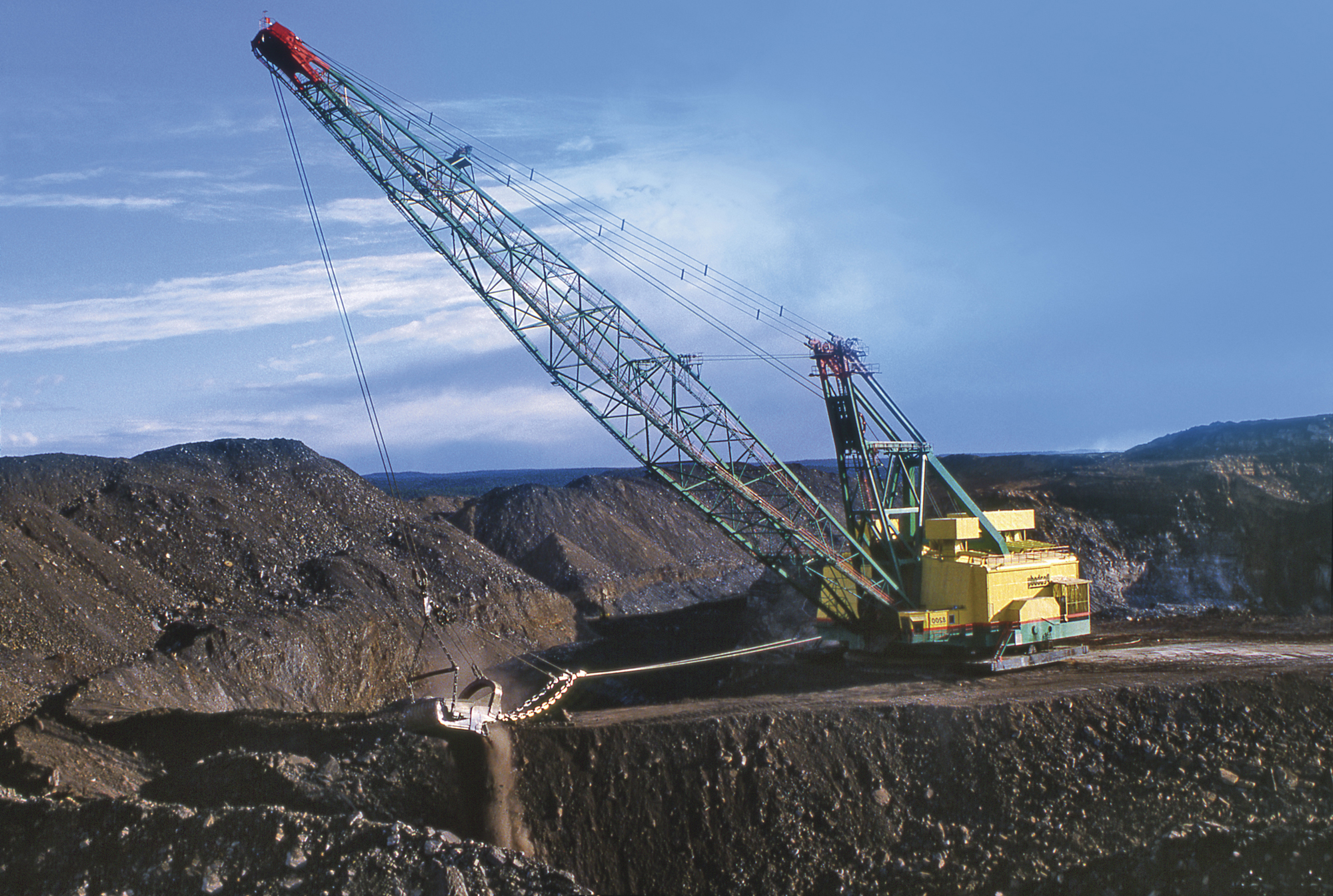
Schürfkübelbagger in einem Steinkohlentagebau

Ein Schürfkübelbagger ist ein Seilbagger und wird meist als Tagebaugerät eingesetzt, z. B. zum Abtragen von Abraum.
In Abhängigkeit von den Abmessungen und der Tagebaugröße kann er auch gleichzeitig zum Transport und zur Verkippung im sogenannten Direktversturz eingesetzt werden.

## Aufbau

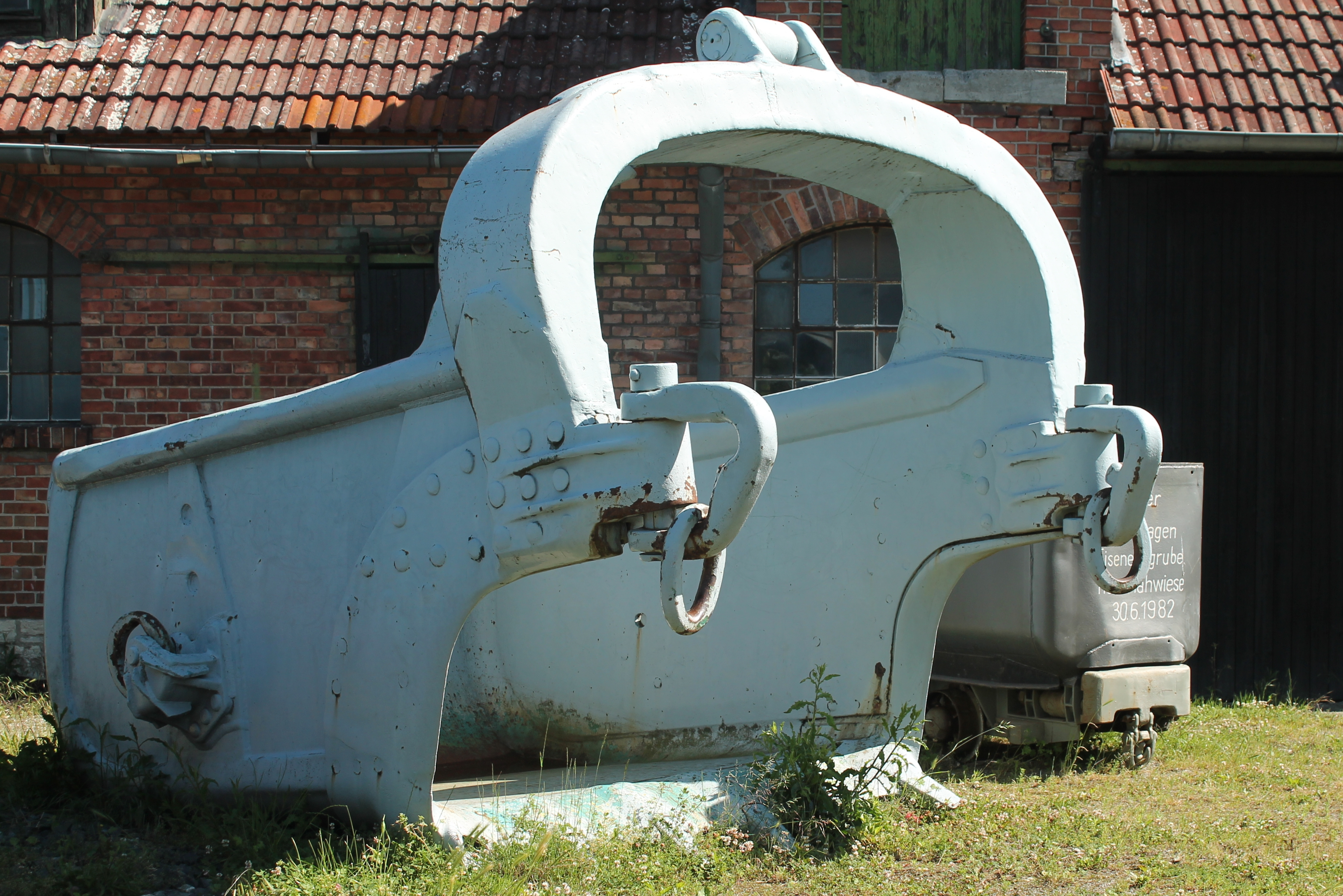
Schürfkübel aus dem Tagebau Haverlahwiese

Ein Schürfkübelbagger besteht aus einem Fahrwerk und einem drehbaren Oberbau. Am Oberbau ist ein Ausleger befestigt, an dem ein Schürfkübel an Seilen aufgehängt ist. Der Schürfkübel mit einem Volumen von bis zu 120 m³ hängt frei an den vertikalen Seilen. Mit einem horizontal angebrachten Seil wird der Schürfkübel bzw. beim Nassabbau die Schleppschaufel zum Bagger gezogen. Mit einem weiteren Seil wird der Kübel geöffnet und geschlossen. Schürfkübelbagger können sich mit Raupenfahrwerken oder Schreitwerk fortbewegen.
Schürfkübelbagger werden auch bei der Tagebaurekultivierung zur Böschungsgestaltung eingesetzt.

## Arbeitsweise
Der Bagger wird in Richtung des abzubauenden Materials geschwenkt und der Kübel abgesenkt. Mit Hilfe des horizontalen Seils wird der Kübel schürfend über das Gestein gezogen und so gefüllt. Nach der Füllung des Kübels wird dieser angehoben und der Bagger dreht sich in die gewünschte Richtung. Am Zielpunkt angekommen wird der Kübel entleert. Viel seltener erfolgt die Beladung eines Transportmittels (z. B.: Schwerlastwagen).

## Vor- und Nachteile
Der Einsatz von Schürfkübelbaggern hat folgende Vorteile:
- relativ geringe Investitionskosten,
- geringe Instandhaltungskosten,
- hohe Leistung,
- mit langen Auslegern kann der Abraum direkt auf die Kippe, ohne Nutzung weiterer Transportmittel, verstürzt werden (sogenannter Direktversturz).

Diese Punkte machen ihn zu einem der Tagebaugeräte mit den geringsten spezifischen Betriebskosten.
Dem stehen folgende Nachteile gegenüber:
- durch geringen Andruck des Schürfkübels nur in weichem oder gesprengtem Material einsetzbar,
- sollen Transportmittel beladen werden (eher selten), dann kann nur relativ ungenau abgekippt werden,
- die Länge des Auslegers begrenzt die Breite der Grubenarbeitsebene (dort wo das Nutzmineral gewonnen wird), was bei großen Geräten zu Platzproblemen führen kann.